# Dorris Haron Kasco
Pour les articles homonymes, voir Haron.
Dorris Haron Kasco est un photographe ivoirien né en 1966 à Daloa, en Côte d'Ivoire.

## Biographie
Reporter photographe, Dorris Haron Kasco explore les démons sociaux qui hantent les villes africaines. Son travail "Les Fous d'Abidjan" montre la vie des personnes malades mentales à Abidjan.